# Elandsrand
Elandsrand is een klein mijnstadje in de provincie Gauteng (een deel van het vroegere Transvaal) in Zuid-Afrika. Het is gelegen tussen Carletonville en Blyvooruitzicht.
Op 4 oktober 2007 worden in de vroege ochtend ongeveer 350 mijnwerkers gered uit de Elandskraal-goudmijn. De mannen raakten ingesloten op de bodem van een 2,2 kilometer diepe schacht, nadat een kapotte pijp de elektriciteitskabels van een lift had doorgesneden. Niemand raakte gewond.